# Place d'Albon
La place d'Albon est une place du quartier de la Presqu'île à la jonction des 1er et 2e arrondissements de Lyon, en France.

## Situation
De forme grossièrement carrée, elle est bordée à l'ouest par les quais de Saône, à l'est par les rues Chavanne et Mercière prolongeant ce côté respectivement au nord et au sud. Elle est percée sur ce même côté oriental par la rue des Bouquetiers aboutissant sur la place Saint-Nizier et la façade occidentale de l'église Saint-Nizier.

## Historique
Une place, dite de l'Herberie, est créée au débouché du pont du Change, probablement au XIIe siècle ou XIIIe siècle. Elle est dominée par un édifice isolé, appelé la maison ronde et appartenant à la famille d'Albon.
En 1719, le percement du quai de Villeroy (actuel quai Saint-Antoine) ouvre le flanc sud de la place de l'Herberie. Le 14 août 1755, Pierre Bertholon, écuyer, obtient l'autorisation de reconstruire l'immeuble formant le côté ouest de la place. 
En 1812, la maison ronde est démolie et la place, considérablement élargie vers l'est, est désormais reliée à la place de la Vieille-Boucherie ou de l'Herberie (actuelle section de la rue Chavanne). Elle absorbe la rue de l'Orangerie et la rue des Orfèvres. Du côté ouest, les immeubles encadrant l'entrée du pont sont démolis (entre 1831 et 1838 pour ceux du côté nord, lors de la création du quai de la Pêcherie ; en 1846, pour ceux du côté sud, à la suite de la reconstruction du pont),. Dans les années 1840-1850, les immeubles entourant la place au nord et à l'est sont démolis et reconstruits (en 1840, l'immeuble à l'angle de la rue de la Pêcherie, le no 1 ; en 1851, le no 2, le no 3, le no 1, rue Chavanne / no 2 rue des Bouquetiers).
L'extension sur le quai de Saône prend le nom de place d'Albon en 1840, en hommage à André d'Albon qui fut maire de Lyon en 1813 et 1814. Souvent mal orthographiée Albion sur de nombreux plans de la ville de l'époque, l'extension sur le quai cohabite un temps sous ce nom avec la place de l'Herberie, jusqu'à ce qu'au début des années 1860, l'absence de séparation matérielle entre les deux espaces justifie l'utilisation du seul nom place d'Albon pour décrire l'espace depuis le bord de Saône jusqu'au départ de la rue des bouquetiers,.
Le débouché de la rue de la Mercière sur la place d'Albon était très étroit. Le cadre du schéma directeur de 1958 prévoit l'élargissement de la rue Mercière. Par conséquent, l’îlot compris entre la rue Mercière, la place d'Albon, le quai Saint-Antoine et la rue Grenette est entièrement démolie. Entre 1964 et 1968, la place d'Albon est ainsi élargie vers le sud. En 1976, le pont du Change est détruit et la place perd donc de l'importance dans le dispositif urbain.
En 2019, la place est réaménagée pour devenir un espace piéton et végétalisé par la présence de plusieurs arbres et arbustes.

## Descriptif
Au 1, rue Mercière, l'immeuble faisant l'angle avec la rue des Bouquetiers est l’œuvre de l'architecte Joanny Farfouillon.
Les nos 2 et 3 place d'Albon et les nos 8 et 10 rue Chavanne forment un ensemble de trois immeubles construits en 1851 avec un seul escalier et une cour commune.

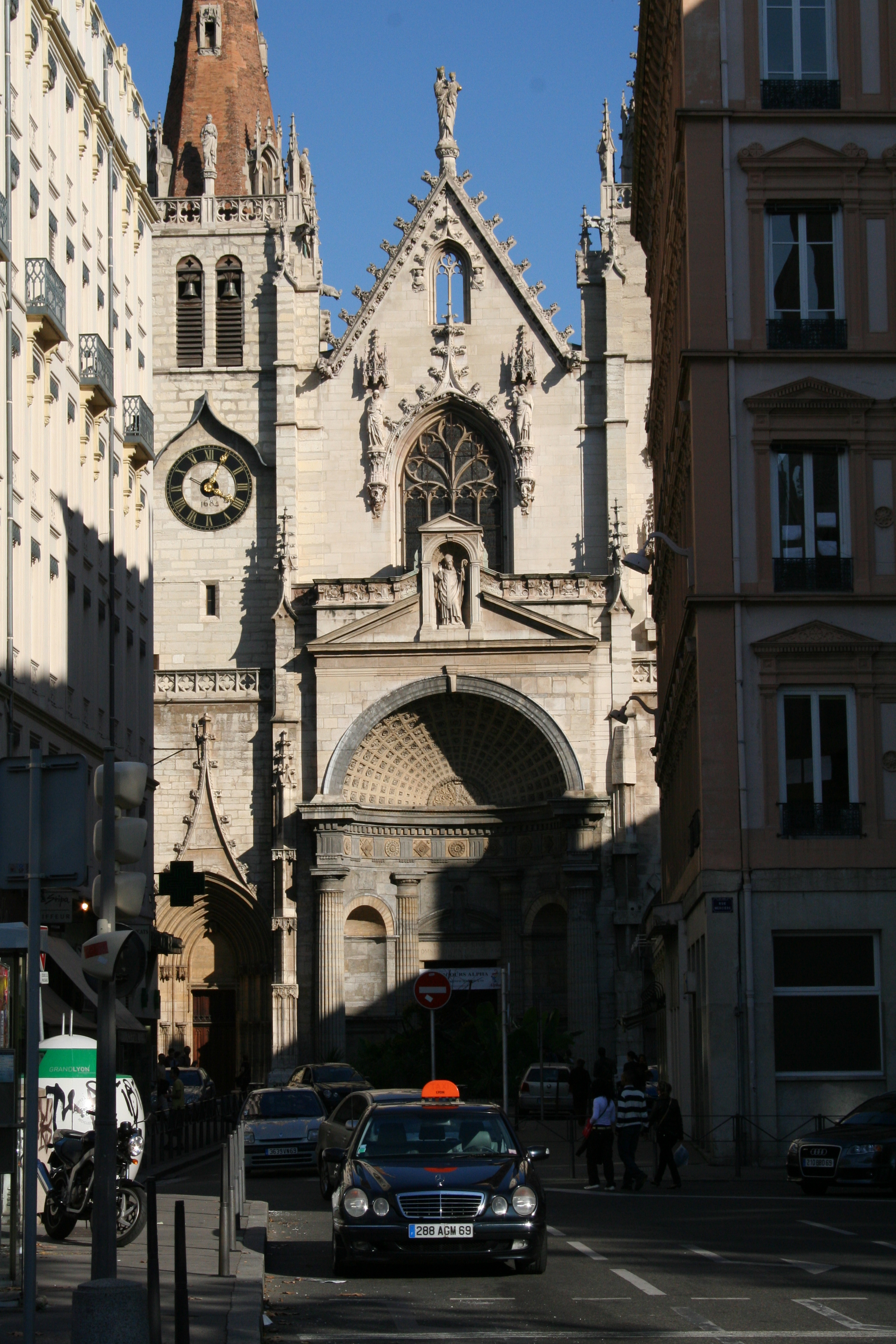
La rue des Bouquetiers et l'église Saint-Nizier depuis la place d'Albon.
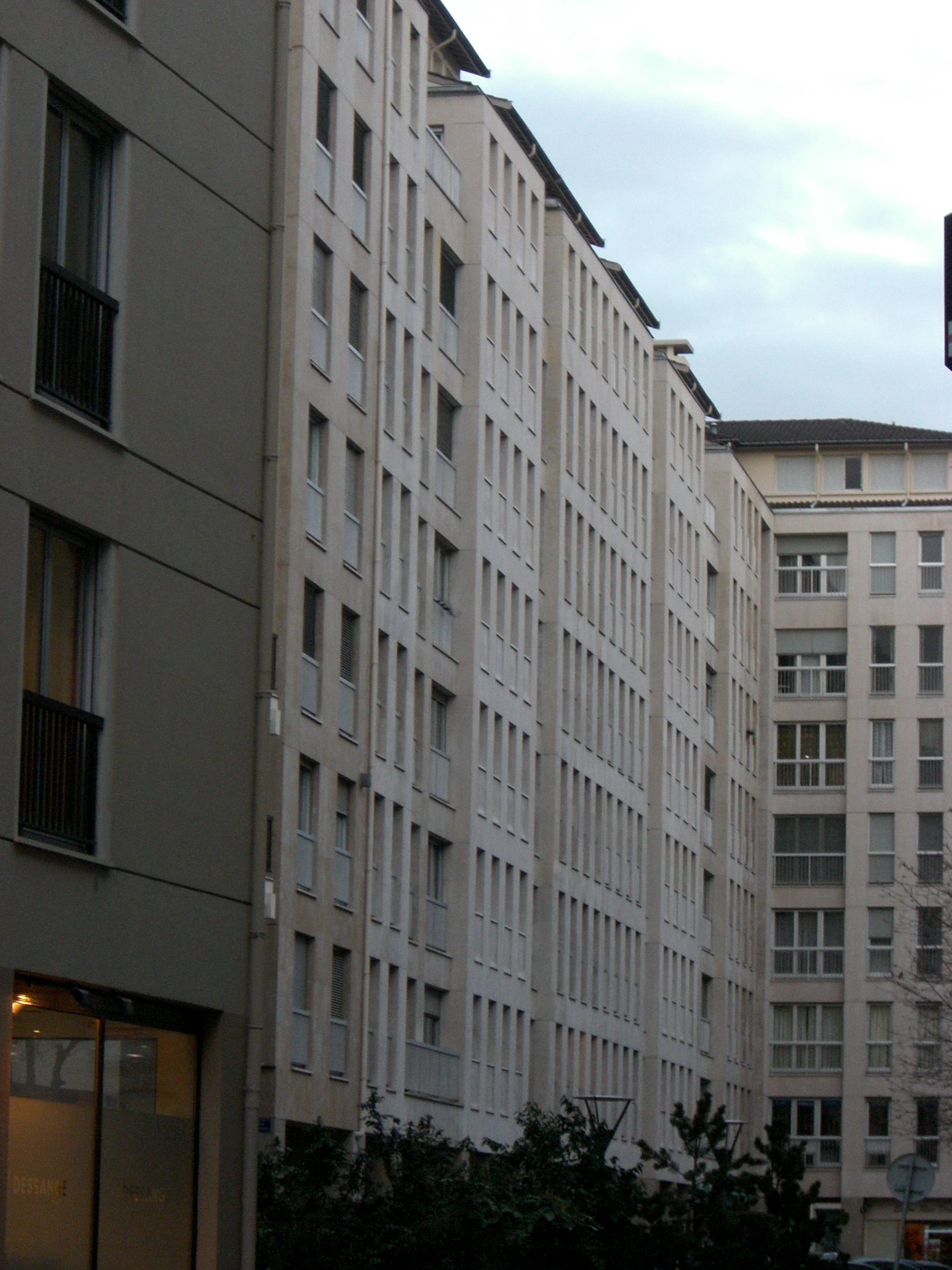
La partie nord de la rue Mercière. La façade opposée de l'immeuble à droite du cliché forme la façade sud de la place d'Albon.
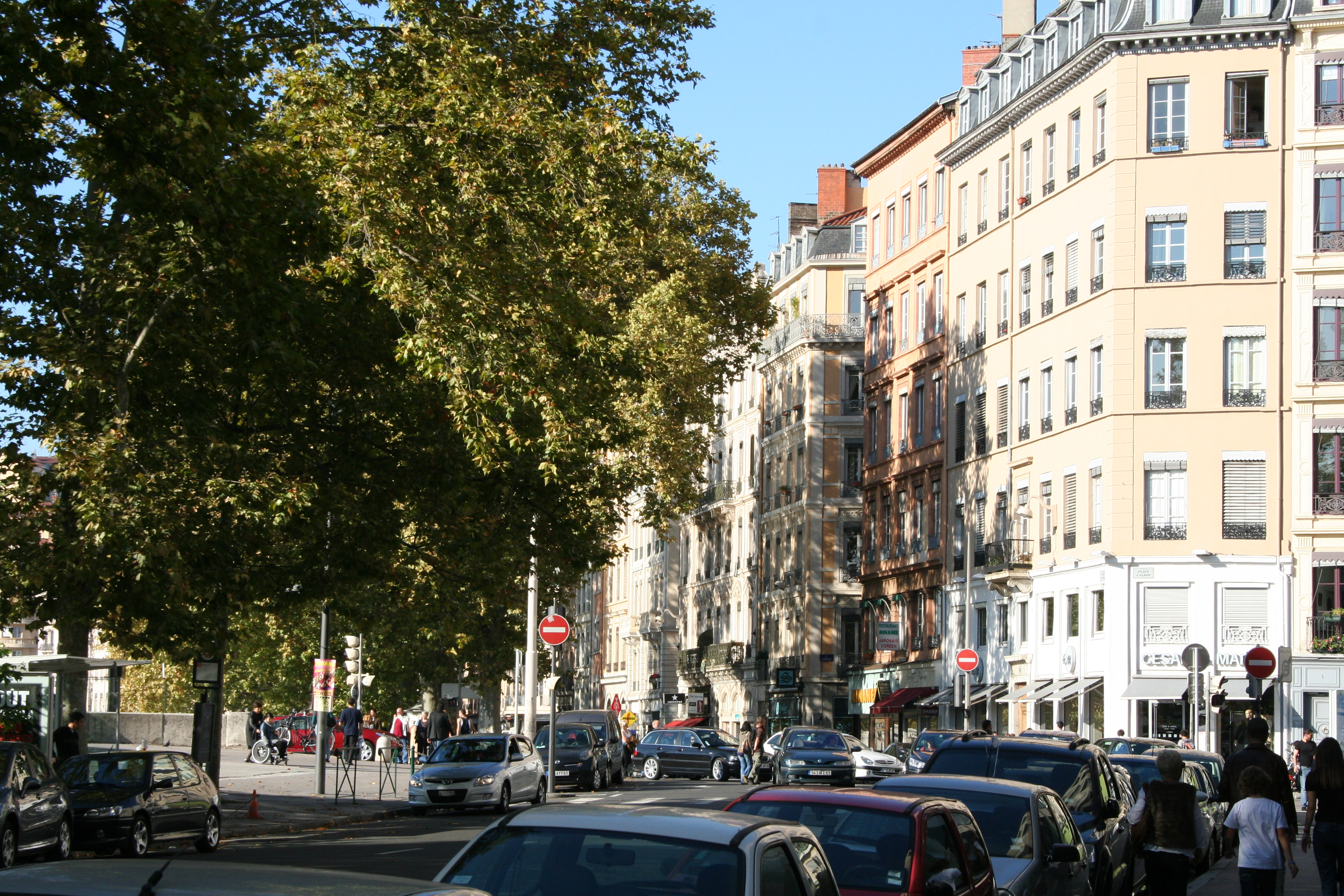
Le quai de la Pêcherie, depuis la place d'Albon.